# District Sjmidtovski
Het district Sjmidtovski (Russisch: Шмидтовский район; Sjmidtovski rajon) is een voormalig gemeentelijk district (en daarvoor rajon) in het noorden van de Russische autonome okroeg Tsjoekotka. Het ontstond in 1973 uit het district Ioeltinski en ging daarin ook weer op in 2008. Het bestuurlijk centrum was de plaats Mys Sjmidta, die vernoemd is naar de nabijgelegen Kaap Schmidt, die haar naam weer ontleent aan de Russische poolonderzoeker Otto Schmidt. Schmidt had in 1934 de leiding over het in nood geraakte stoomschip Tsjeljoeskin nabij de kaap.

## Geografie
Het district had een oppervlakte van ongeveer 70.900 km² (grofweg 1,5 x Nederland) en grensde in het westen aan het district Tsjaoenski, in het zuiden aan het district Anadyrski (in haar oude kleinere omvang) en in het oosten aan het eerder genoemde district Ioeltinski. Het omvatte tevens de eilanden Wrangel en Herald en het daarover ingestelde natuurreservaat zapovednik Ostrov Vrangelja (UNESCO-werelderfgoed).

### Klimaat
De regio ligt in een gebied met een strenger klimaat dan in het overzees gelegen Alaska of aangrenzende districten en de temperaturen schommelen er sterk gedurende het jaar. De zomers zijn er kort, maar relatief warm. De gemiddelde julitemperatuur varieert van +4 tot +14 °C en de gemiddelde januaritemperaturen variëren van -18 tot -42 °C. In het westelijk deel is het gemiddeld kouder en aan de oostelijke kust komen veel stormen en winden voor.

## Demografie
Het district telde 15.726 inwoners bij de laatste sovjetvolkstelling van 1989 (0,22 inw./km²), hetgeen bij de volkstelling van 2002 met bijna 85% was gedaald tot 4.541 (0,06 inw./km²). In 2006 was dit verder gedaald tot 2.339 inwoners, waarvan 28,2% bestond uit Tsjoektsjen. Hun aandeel was sterk gestegen door het wegtrekken van de Russen uit het gebied als gevolg van de sluiting van de mijnen en een vliegbasis in het district.
Het district telde begin jaren 1990 naast Mys Sjmidta de volgende plaatsen; Billings, Leningradski (opgeheven), Oesjakovskoje (op Wrangel; opgeheven), Poljarny (opgeheven) en Ryrkajpi. Oudere dorpen die voor de jaren 1990 werden opgeheven zijn onder andere Pilchyn (nabij Leningradski) en Zvjozdny en Perkatoen (beide op Wrangel).

## Geschiedenis en economie
Het district ligt in een gebied dat vroeger werd bewoond door diverse inheemse volkeren, waarvan resten van bewoning zijn terug te vinden op diverse plaatsen in het district. De ongeveer 100 petroglieven met afbeeldingen van jagers, landbouwers en mogelijk vroege aanbidders van het sjamanisme langs de Pegtymel zijn hiervan het meest opvallende overblijfsel. Met de komst van de Russen in de 17e eeuw waren de Tsjoektsjen er het belangrijkste volk. Zij hielden zich bezig met de rendierhouderij, hetgeen met de collectivisatie in de jaren 1930 werd ondergebracht in kolchozen en in de jaren 1960 in sovchozen. Deze rendierhouderijen vormen nu een van de belangrijkste activiteiten in de regio.
In de jaren 1950 werd een vliegbasis voor strategische bommenwerpers (vooruitgeschoven: dus alleen voor trainingsvluchten) gevestigd bij Mys Sjmidta en in de jaren 1960 werden een aantal goud- en tinmijnen geopend, waaromheen de mijnwerkersplaatsen Leningradski en Poljarny ontstonden. Het district zelf werd in 1973 geformeerd uit het district Ioeltinski als laatste district van Tsjoekotka na een grote groei van het inwoneraantal.
De mijnen en de mijnwerkersplaatsen werden officieel gesloten in de jaren 1990, maar begin 21e eeuw worden er nog wel op kleine schaal mineralen gewonnen en een klein deel van de bevolking is achtergebleven. Op 30 mei 2008 werden daarop wegens een grote daling van de bevolking beide districten weer samengevoegd (wet nr. 40-ОЗ). Dit nieuwe district kreeg eerst de naam Vostotsjny ("Oost"), maar werd een paar maanden later op 18 november 2008 hernoemd (wet nr. 146-ОЗ) tot district Ioeltinski.

## Vervoer
Alle plaatsen in het district zijn verbonden door middel van onverharde wegen, dan wel winterwegen. De onverharde weg vanuit Mys Sjmidta naar Ioeltin sluit aan op de deels verharde trans-Tsjoekotkaanse weg naar Egvekinot. Ook heeft Mys Sjmidta een deels onverharde en deels winterwegverbinding met de 435 kilometer verderop gelegen gesloten mijnbouwplaats Komsomolski en vandaar uit een verharde wegverbinding naar Pevek. De rest van het district kent geen enkele wegverbinding.
In Mys Sjmidta bevindt zich luchthaven Mys Sjmidta, het restant van de voormalige vliegbasis, waarvandaan Chukotavia tweewekelijks vliegt op Anadyr.